# Campeonato de Francia de Rugby 15 1988-89
El Campeonato de Francia de Rugby 15 1988-89 fue la 90.ª edición del Campeonato francés de rugby.
El campeón del torneo fue el equipo de Toulouse quienes obtuvieron su décimo campeonato.

## Desarrollo
| Grupo 1 - Toulouse - Dax - Montferrand - Agen - Bourgoin-Jallieu - Cognac - Montchanin - Villeneuve-sur-Lot | Grupo 2 - Stadoceste - Blagnac SCR - Lourdes - Bègles-Bordeaux - Le Creusot - Stade Bagnérais - Perpignan - Nîmes  |
| Grupo 3 - Toulon - Bayonne - Brive - Graulhet - Aurillac - Mont-de-Marsan - US Colomiers - Bergerac         | Grupo 4 - Grenoble - Béziers - Narbonne - Racing - Hagetmau - Villefranche de Lauragais - RRC Nice - Boucau Tarnos |

### Octavos de final
| Equipo 1        | Equipo 2    | Ida   | Vuelta |
| --------------- | ----------- | ----- | ------ |
| Agen            | Dax         | 15-15 | 41-15  |
| Racing          | Stadoceste  | 16-15 | 0-22   |
| Bègles-Bordeaux | Toulouse    | 3-47  | 15-27  |
| Lourdes         | Blagnac SCR | 6-10  | 24-9   |
| Graulhet        | Grenoble    | 3-36  | 9-15   |
| Narbonne        | Bayonne     | 39-9  | 24-18  |
| Montferrand     | Touloun     | 21-17 | 9-29   |
| Brive           | Béziers     | 12-22 | 6-32   |

### Cuartos de final
| 1989 | Agen | 12 - 9 | Stadoceste |  |  |

| 1989 | Toulouse | 41 - 15 | Lourdes |  |  |

| 1989 | Narbonne | 24 - 13 | Grenoble |  |  |

| 1989 | Toulon | 19 - 12 | Béziers |  |  |

### Semifinal
| 1989 | Toulouse | 18 - 9 | Agen |  |  |

| 1989 | Toulon | 20 - 3 | Narbonne |  |  |

### Final
| 27 de mayo de 1989 | Toulouse | 18 - 12 | Toulon | Parc des Princes, Paris |  |

| Bandera de Francia |
| Campeón Toulouse   |
| Décimo título      |